# Herminia crinalis
Herminia crinalis là một loài bướm đêm trong họ Noctuidae.